# شيني
شيني (بالصينية: 信宜市) هي مدينة من مدن الصين. تبلغ مساحتها 3081 كم².

## المناخ
يظهر الجدول التالي التغييرات المناخية على مدار السنة لشيني:
| البيانات المناخية لـشيني                         | البيانات المناخية لـشيني | البيانات المناخية لـشيني | البيانات المناخية لـشيني | البيانات المناخية لـشيني | البيانات المناخية لـشيني | البيانات المناخية لـشيني | البيانات المناخية لـشيني | البيانات المناخية لـشيني | البيانات المناخية لـشيني | البيانات المناخية لـشيني | البيانات المناخية لـشيني | البيانات المناخية لـشيني | البيانات المناخية لـشيني |
| الشهر                                            | يناير                    | فبراير                   | مارس                     | أبريل                    | مايو                     | يونيو                    | يوليو                    | أغسطس                    | سبتمبر                   | أكتوبر                   | نوفمبر                   | ديسمبر                   | المعدل السنوي            |
| ------------------------------------------------ | ------------------------ | ------------------------ | ------------------------ | ------------------------ | ------------------------ | ------------------------ | ------------------------ | ------------------------ | ------------------------ | ------------------------ | ------------------------ | ------------------------ | ------------------------ |
| الدرجة القصوى °م (°ف)                            | 29.0 (84.2)              | 33.3 (91.9)              | 34.9 (94.8)              | 35.0 (95.0)              | 36.3 (97.3)              | 38.3 (100.9)             | 38.9 (102.0)             | 37.6 (99.7)              | 37.5 (99.5)              | 35.7 (96.3)              | 34.4 (93.9)              | 30.4 (86.7)              | 38.9 (102.0)             |
| متوسط درجة الحرارة الكبرى °م (°ف)                | 20.3 (68.5)              | 21.0 (69.8)              | 24.0 (75.2)              | 27.8 (82.0)              | 31.0 (87.8)              | 32.3 (90.1)              | 33.4 (92.1)              | 33.3 (91.9)              | 32.2 (90.0)              | 30.1 (86.2)              | 26.4 (79.5)              | 22.5 (72.5)              | 27.9 (82.1)              |
| المتوسط اليومي °م (°ف)                           | 15.1 (59.2)              | 16.5 (61.7)              | 19.5 (67.1)              | 23.4 (74.1)              | 26.2 (79.2)              | 27.6 (81.7)              | 28.4 (83.1)              | 28.1 (82.6)              | 27.1 (80.8)              | 24.8 (76.6)              | 20.6 (69.1)              | 16.6 (61.9)              | 22.8 (73.1)              |
| متوسط درجة الحرارة الصغرى °م (°ف)                | 11.5 (52.7)              | 13.4 (56.1)              | 16.4 (61.5)              | 20.4 (68.7)              | 23.0 (73.4)              | 24.7 (76.5)              | 25.1 (77.2)              | 25.0 (77.0)              | 23.8 (74.8)              | 21.1 (70.0)              | 16.8 (62.2)              | 12.7 (54.9)              | 19.5 (67.1)              |
| أدنى درجة حرارة °م (°ف)                          | 2.0 (35.6)               | 2.6 (36.7)               | 3.9 (39.0)               | 9.2 (48.6)               | 14.8 (58.6)              | 17.9 (64.2)              | 21.2 (70.2)              | 21.8 (71.2)              | 15.8 (60.4)              | 10.9 (51.6)              | 4.4 (39.9)               | 1.9 (35.4)               | 1.9 (35.4)               |
| الهطول مم (إنش)                                  | 40.9 (1.61)              | 62.8 (2.47)              | 75.3 (2.96)              | 201.8 (7.94)             | 287.2 (11.31)            | 343.1 (13.51)            | 278.2 (10.95)            | 252.7 (9.95)             | 139.0 (5.47)             | 63.8 (2.51)              | 33.1 (1.30)              | 24.7 (0.97)              | 1٬802٫6 (70.95)          |
| متوسط الرطوبة النسبية (%)                        | 72                       | 77                       | 79                       | 81                       | 81                       | 83                       | 80                       | 81                       | 77                       | 70                       | 66                       | 65                       | 76                       |
| المصدر: China Meteorological Data Service Center |                          |                          |                          |                          |                          |                          |                          |                          |                          |                          |                          |                          |                          |